# Бурдик
Бурдик (фр. Bourdic) насеље је и општина у јужној Француској у региону Лангдок-Русијон, у департману Гар која припада префектури Ним.
По подацима из 2011. године у општини је живело 391 становника, а густина насељености је износила 53,27 становника/km². Општина се простире на површини од 7,34 km². Налази се на средњој надморској висини од 86 метара (максималној 110 m, а минималној 69 m).

## Демографија
| 1962. | 1968. | 1975. | 1982. | 1990. | 1999. | 2011. |
| ----- | ----- | ----- | ----- | ----- | ----- | ----- |
| 206   | 208   | 202   | 211   | 236   | 262   | 391   |

График промене броја становника у току последњих година